# Euspilotus emys
Euspilotus emys är en skalbaggsart som först beskrevs av Sylvain Auguste de Marseul 1870.  Euspilotus emys ingår i släktet Euspilotus och familjen stumpbaggar. Inga underarter finns listade i Catalogue of Life.